# 12408 Fujioka
12408 Fujioka è un asteroide della fascia principale. Scoperto nel 1995, presenta un'orbita caratterizzata da un semiasse maggiore pari a 2,3961219 UA e da un'eccentricità di 0,1507120, inclinata di 7,79197° rispetto all'eclittica.